# Église Sainte-Claire de Jette
 (juillet 2022).
Si vous disposez d'ouvrages ou d'articles de référence ou si vous connaissez des sites web de qualité traitant du thème abordé ici, merci de compléter l'article en donnant les références utiles à sa vérifiabilité et en les liant à la section « Notes et références ».
L'église Sainte-Claire (en néerlandais : Sint-Clarakerk) est un édifice religieux catholique sis dans la commune de Jette à Bruxelles (Belgique). De style moderne et sans clocher l’église fut construite en 1966. Se trouvant au N°104 de la rue Joseph De Heyn elle est paroisse catholique. 

## Histoire
Conçu par les architectes J. Desmedt et W. Lateir l’édifice est construit en 1966-1967 dans un quartier en rapide urbanisation. Sans clocher, et bien qu’entourée d’un espace vert, elle est quelque peu ‘écrasée’ par les immenses immeubles à appartements de la ‘Cité modèle’ qui lui fait face sur le côté Nord. Une croix de béton de grande dimension se trouvant à gauche du large escalier qui conduit au porche de l’église, domine le sobre bâtiment carré, au toit plat.  L'orgue installé en 1976 a été construit par Patrick Collon.
L’église est provisoirement fermée (août 2018) car déclarée dangereuse ; le bâtiment est devenu instable.